# NGC 7197
NGC 7197 (другие обозначения — PGC 67921, UGC 11887, MCG 7-45-5, ZWG 530.3, IRAS22008+4049) — спиральная галактика (Sa) в созвездии Ящерица.
Этот объект входит в число перечисленных в оригинальной редакции «Нового общего каталога».